# Ladies of the Canyon
| Оценки критиков               | Оценки критиков |
| Источник                      | Оценка          |
| ----------------------------- | --------------- |
| AllMusic                      | [ 3 ]           |
| Christgau's Record Guide      | A–              |
| MusicHound Rock               | 4/5             |
| Music Story                   | [ 6 ]           |
| Pitchfork Media               | 7.8/10          |
| Rolling Stone                 | (без оценки)    |
| The Rolling Stone Album Guide | [ 9 ]           |
| Encyclopedia of Popular Music | [ 6 ]           |

Ladies of the Canyon (с англ. — «Дамы из каньона») — третий студийный альбом канадской певицы Джони Митчелл, выпущенный 2 марта 1970 года на лейбле Reprise Records. Альбом достиг 27-го места в американском чарте Billboard 200 и получил «платиновый» сертификат в этой стране. Название пластинки отсылает к Лорел-каньону, центру популярной музыкальной культуры Лос-Анджелеса в 1960-х годах. Альбом включает в себя несколько наиболее известных и популярных песен исполнительницы, таких как «Big Yellow Taxi», «Woodstock» и «The Circle Game».

## Предыстория
Альбом примечателен расширением творческого видения Митчелл и разнообразными песенными темами (начиная от эстетического веса знаменитости, наблюдениями за поколением Вудстока и заканчивая сложностями любви). Ladies of the Canyon часто рассматривается музыкальными критиками как переход между предыдущими фолковыми работами певицы, к более утончённым, исповедальным альбомам, последовавшими после него. В частности, песня «For Free» затрагивает тему самоизоляции, вызванной успехом и популярностью, которая будет подробно описана в следующих пластинках певицы — For the Roses и Court and Spark. Именно на Ladies of the Canyon на первый план вышло «рассеянное» звучание, с нетипичным гитарным строем, ставшее музыкальным базисом более поздних записей Митчелл.
Из всех работ Митчелл в музыкальном плане этот альбом больше всего перекликается с её давней дружбой с Crosby, Stills, Nash & Young (благодаря рок-аранжировке в стиле этого квартета песня «Woodstock» стала хитом на радио в 1970 году). Многие песни пластинки, в том числе вышеупомянутые «Ladies of the Canyon» и «Woodstock», имеют плотные, бессловесные наложения музыкальных гармоний, напоминающие творчество Дэвида Кросби, к которому отсылает песня «For Free». «Willy» посвящена Грэму Нэшу, безумно влюблённому в певицу на протяжении многих лет, чьё второе имя — Уильям. «The Circle Game», ставшая одной из визитных карточек Митчелл, включает в себя бэк-вокал всех четырёх участников квартета и является своеобразным ответом на песню «Sugar Mountain» Нила Янга. В свою очередь, композиция «Big Yellow Taxi», также вошедшая в постоянный репертуар певицы на долгие годы, была семплированно Джанет Джексон. В 1995 году Энни Леннокс исполнила песню «Ladies of the Canyon» и выпустила её как би-сайд своего сингла «No More I Love You».
Звезда телесериала «Молодые и дерзкие» Джесс Уолтон заявила, что она была владелицей одного из домов, изображённых на обложке альбома.

## Отзывы критиков
В рецензии 1979 года для газеты The Village Voice музыкальный критик Роберт Кристгау отметил, что эта пластинка «превосходит предыдущую работу Митчелл, подчеркнув, что она является более богатой в поэтическом плане и более убедительной — в музыкальном». Также критик заявил, что вторая половина альбома «почти идеальна, а её аранжировки продуманы от начала и до конца», тем не менее, он посетовав на слабый голос певицы и назвав её игру слов непоследовательной. Годы спустя в своей книге «Christgau’s Record Guide: Rock Albums of the Seventies» (1981) Кристгау отметил, что, несмотря на проскакивающую время от времени «смехотворно незрелую» игру слов, базирование альбома на фортепианном звуке предполагает «переход [Митчелл] от открытых пространств [open-air] — в гостиную … что нашло отражение в более богатых, более сложных песнях». Британский журналист Мик Уолл назвал Ladies of the Canyon «краеугольным камнем зарождавшегося фолк-рока», воплощённого «идущими бок о бок Crosby, Stills, Nash, Нилом Янгом, а также Джеймсом Тейлором». Отметив большое влияние записи на песню «Going to California» группы Led Zeppelin с их альбома Led Zeppelin IV, выпущенного годом позже.

## Список композиций
Слова и музыка всех песен — Джони Митчелл.
| №  | Название               | Длительность |
| -- | ---------------------- | ------------ |
| 1. | «Morning Morgantown»   | 3:12         |
| 2. | «For Free»             | 4:31         |
| 3. | «Conversation»         | 4:21         |
| 4. | «Ladies of the Canyon» | 3:32         |
| 5. | «Willy»                | 3:00         |
| 6. | «The Arrangement»      | 3:32         |

| №  | Название            | Длительность |
| -- | ------------------- | ------------ |
| 1. | «Rainy Night House» | 3:22         |
| 2. | «The Priest»        | 3:39         |
| 3. | «Blue Boy»          | 2:53         |
| 4. | «Big Yellow Taxi»   | 2:16         |
| 5. | «Woodstock»         | 5:25         |
| 6. | «The Circle Game»   | 4:50         |

## Участники записи
- Джони Митчелл — вокал, гитара, клавишные, иллюстрация обложки
- Тереза Адамс — виолончель
- Пол Хорн — кларнет, флейта
- Джим Хорн[англ.] — баритоновый саксофон
- Милт Холланд[англ.] — перкуссия
- The Lookout Mountain United Downstairs Choir — хор в композиции «The Circle Game»

Технический персонал
- Генри Леви[англ.] — звукоинженер, советы по продюсированию
- Дон Бэгли[англ.] — аранжировка виолончели